# إدوارد بلاند
إدوارد بلاند (بالإنجليزية: Edward Bland)‏ هو ملحن أمريكي، ولد في 25 يوليو 1926، وتوفي في 14 مارس 2013.

## وصلات خارجية
- إدوارد بلاند على موقع IMDb (الإنجليزية)
- إدوارد بلاند على موقع ميوزك برينز (الإنجليزية)
- إدوارد بلاند على موقع قاعدة بيانات الفيلم (الإنجليزية)